# Koelpinia linearis
Koelpinia linearis — вид рослин із родини айстрових (Asteraceae).

## Біоморфологічна характеристика
Трава 5–35 см заввишки. Стебло одиночне, тонке, розгалужене від основи, голе чи рідковолосисте, віддалено облистнене. Стеблові листки від лінійних до ниткоподібних, 4.5–15 × 0.1–0.5(0.7) см, голі чи майже так. Синцвіття від дифузно китицеподібного до волотистого, з 2–5 квітковими головами чи поодинокі голови. Квіткові голови з 5–9 квіточками. Обгортка у час цвітіння циліндрична, 5–7 мм; її листочки голі чи рідковолохаті, верхівка гостра. Квіточки блідо-жовті, не чи трохи перевищують обгортку. Сім'янка коричнювата, ≈ 1 см. 2n = 14, 36, 40, 42, 54, 56.

## Середовище проживання
Зростає у Північній Африці (Марокко, Алжир, Туніс, Лівія, Єгипет) та Євразії (пд.-сх. Іспанія, Україна, Росія, Грузія, Вірменія, Азербайджан, Туркменістан, пд.-зх. Тибет, Китай (Сіньцзян), Таджикистан, Казахстан, Узбекистан, Туреччина, Бахрейн, Кіпр, Іран, Ірак, Ізраїль, Йорданія, Кувейт, Ліван, Саудівська Аравія Аравія, Катар, Сирія, Афганістан, Пакистан, пн.-зх. Індія).
Населяє гравійні пустелі на висотах 400–1000 метрів.